# محمدعلی صنعت‌کاران
محمدعلی صنعت‌کاران (زادهٔ ۲۷ اسفند ۱۳۱۶ در تهران) کشتی‌گیر، مربی سابق تیم ملی کشتی ایران، رئیس سابق فدراسیون کشتی در ابتدای دهه شصت و اولین رئیس فدراسیون پس از انقلاب، و نایب رئیس و مدیر فنی تیم‌های ملی کشتی آزاد ایران در اواخر دهه ۸۰ بود. وی رئیس تربیت بدنی نیروهای مسلح نیز بوده‌است.
صنعت کاران از ۱۹۶۱ تا ۱۹۶۵ عضو تیم ملی کشتی آزاد ایران بود و در دو دوره‌ای که تیم ملی ایران قهرمان جهان شد، عضو تیم بود و به دیدار پایانی راه یافت؛ در ۱۹۶۱ یوکوهاما مدال طلای قهرمانی جهان در ۶۷ کیلو و در مسابقات ۱۹۶۵ منچستر مدال نقره ۷۸ کیلو را گرفت. او مدال برنز المپیک توکیو ۱۹۶۴ را هم به دست آورده و چندین دوره قهرمان نیروهای مسلح جهان بوده در المپیک ۱۹۷۶ مونترآل کانادا و مسابقات جهانی تهران ۱۹۷۳ و سرمربی تیم ملی کشتی آزاد ایران بود.
صنعتکاران در دو هنر رزمی جودو نیز درجه استاد را داراست. همچنین او رئیس سبک شوتوکان جی‌کی‌ای ایران است و دان ۸ کاراته را دارا می‌باشد